# Волоколамское викариатство
Волокола́мское викариа́тство (церк.-слав. Волокола́мское вика́рїатство) — викарная кафедра Московской епархии Русской православной церкви.

## История
Учреждено 24 апреля 1887 года. Учреждение Волоколамского викариатства было обусловлено принятием в 1884 году новых уставов духовных учебных заведений, в соответствии с которыми в духовных школах была усилена власть ректоров. До весны 1917 года Волоколамские епископы (третьи викарии Московской епархии) являлись ректорами Московской Духовной Академии.
В 1959—1960 годах краткосрочно являлась викариатством Западно-Европейского экзархата Московского Патриархата, с пребыванием архиерея в Париже, после чего вновь продолжила существование как Московской епархии.
30 декабря 1986 года архиепископ Волоколамский Питирим (Нечаев) был возведён в сан митрополита с титулом «Волоколамский и Юрьевский».
Занявший в 2009 году Волоколамскую кафедру Иларион (Алфеев) вновь титуловался Волоколамским.

## Епископы
- 25 мая 1887 — 13 декабря 1890 — Христофор (Смирнов)
- 28 февраля 1899 — 5 декабря 1903 — Арсений (Стадницкий)
- 4 января 1904 — 1 августа 1909 — Евдоким (Мещерский)
- 14 сентября 1909 — сентябрь 1919 — Феодор (Поздеевский)
- 27 сентября 1919 — 13 июня 1928 — Герман (Ряшенцев)
- 17 июня — ? 1928 — Питирим (Крылов)
- март — 15 апреля 1931 — Стефан (Гнедовский)
- 8 июня — 16 сентября 1931 — Никифор (Никольский)
- 29 сентября 1931 — 10 апреля 1934 — Иоанн (Широков)
- январь — 1 августа 1936 — Иоанн (Соколов)
- 1 августа 1936 — 19 августа 1937 — Иоанн (Широков)
- 13 октября 1941 — январь 1942 — Алексий (Палицын)
- 14 июня 1959 — 31 мая 1960 — Василий (Кривошеин)
- 23 мая 1963 — 4 ноября 2003 — Питирим (Нечаев)
- 31 марта 2009 — 7 июня 2022 — Иларион (Алфеев)
- с 7 июня 2022 — Антоний (Севрюк)